# Kangertittivaq
Kangertittivaq (duń. Scoresby Sund) – fiord we wschodniej części Grenlandii. Jest najdłuższym (350 km) i jednym z najgłębszych (ponad 1500 m głębokości) na Ziemi.